# Unterkochen
Unterkochen is een stadsdistrict van en tevens een plaats in de Duitse gemeente Aalen, deelstaat Baden-Württemberg, en telde volgens de website van de gemeente Aalen per 31 december 2021  5.121 inwoners.

## Geografie en infrastructuur
Unterkochen ligt aan de noordrand van de lage, beboste bergrug Albuch, die weer aan de noordkant van de Schwäbische Alb ligt. In dit heuvel- en berggebied zijn lange boswandelingen mogelijk. Eén populaire wandelroute loopt over het uit 1901-1902 daterende viaduct van het in 1973 opgeheven spoorlijntje, de Schättere
Tot Unterkochen, dat ten zuiden van de stadskern van Aalen, en ten noorden van buurgemeente Oberkochen ligt, behoren de dorpen en gehuchten Birkhof, Glashütte (Aalen) , Klause, Neukochen, Neuziegelhütte, Pulvermühle en  Stefansweilermühle.
Unterkochen ligt, evenals Aalen-stad, aan de rivier de Kocher. Door het dal hiervan lopen de hoofdverkeersweg Bundesstraße 19 en de spoorlijn Aalen- Heidenheim an der Brenz- Ulm Hauptbahnhof v.v.. In dit dal is een langgerekt, zich tot in Aalen zelf uitstrekkend industriegebied ontstaan. Unterkochen heeft aan genoemde spoorlijn een stoptreinstation.

## Geschiedenis en economie
Unterkochen behoorde in de late middeleeuwen lange tijd tot het naburige Ellwangen. Het heeft, mede door de aanwezigheid van watermolens langs de rivier de Kocher, een lange, tot op heden voortdurende,  industriële traditie. Van 1518 tot 1802 werd er ijzererts gedolven. Nog tot in de huidige tijd van belang zijn onder andere een papierfabriek en het hoofdkantoor van het papier- en verpakkingsconcern Palm. Een andere papierfabriek in Unterkochen draagt de Zweedse naam Munksjö. Tot de grootste bedrijven in Unterkochen behoren verder een fabriek van metalen kettingen en een textielververij.
Unterkochen heeft reeds sedert de 15e eeuw een traditie als Maria-bedevaartoord; de grootste helft van de christenen in de gemeente is tot op de huidige dag rooms-katholiek.  De laatmiddeleeuwse, markante bedevaartkerk staat op een heuvel in het dorp. De kerk is van binnen zeer bezienswaardig en bevat liturgische voorwerpen uit de 15e-19e eeuw. Het Gnadenbild, doel van de bedevaarten, werd in 1496 ingewijd.
In het tot de gemeente behorende gehucht Pulvermühle stond, zoals de naam al zegt (Pulver = buskruit), in de 19e eeuw een buskruitfabriek. Nadat hier ten minste 9 keer een ontploffing was geweest, met in ten minste 7 gevallen dodelijke slachtoffers, werd dit bedrijf na 1868 gesloten.

## Galerij

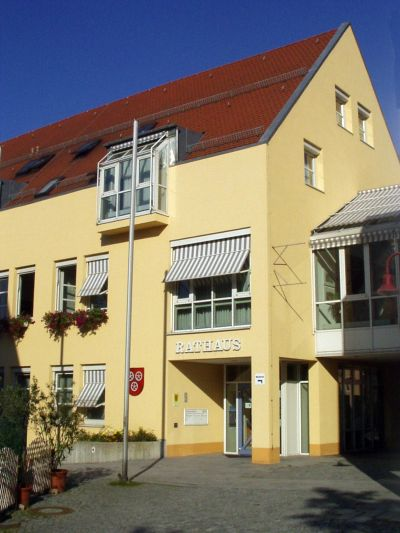
Gemeentehuis
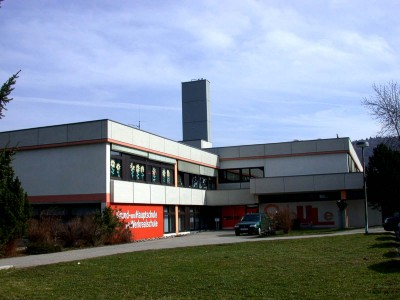
School van Unterkochen
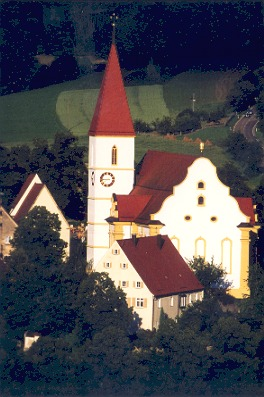
Onze-Lieve-Vrouwekerk (bedevaartkerk)
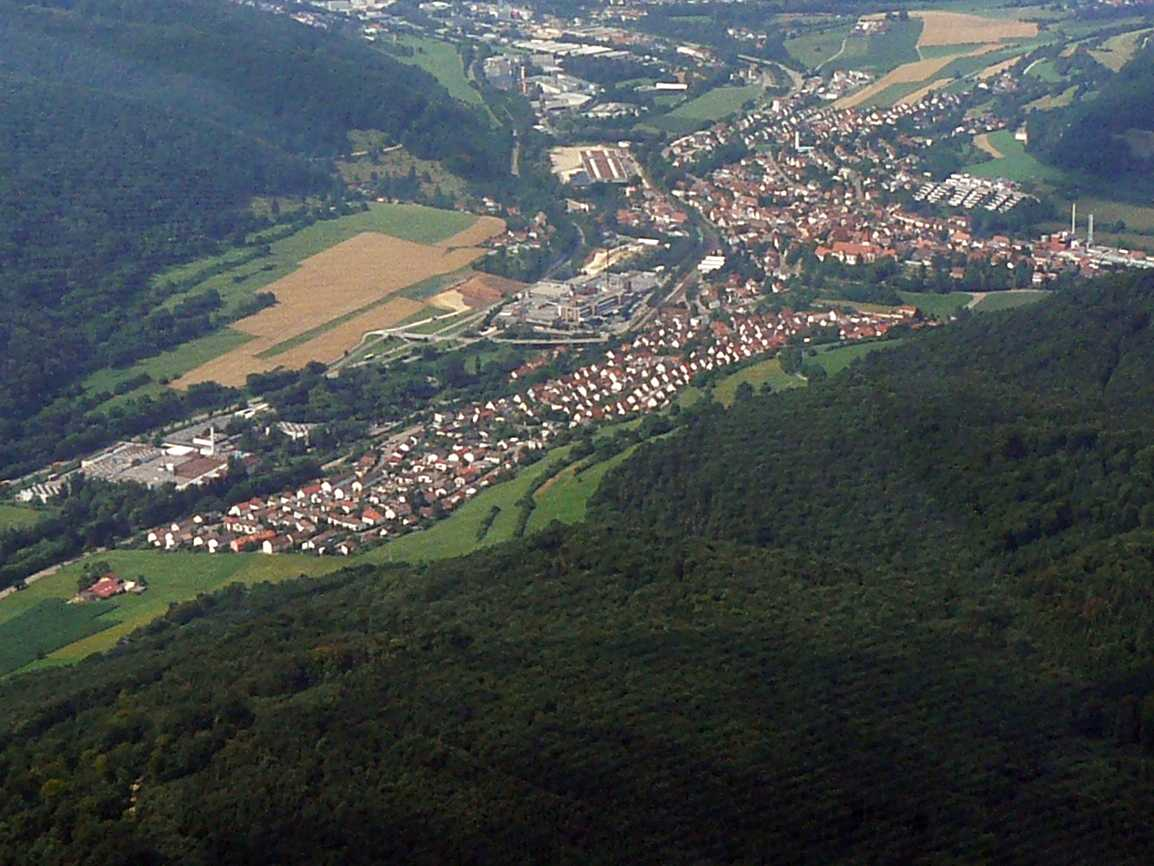
Luchtfoto van Unterkochen
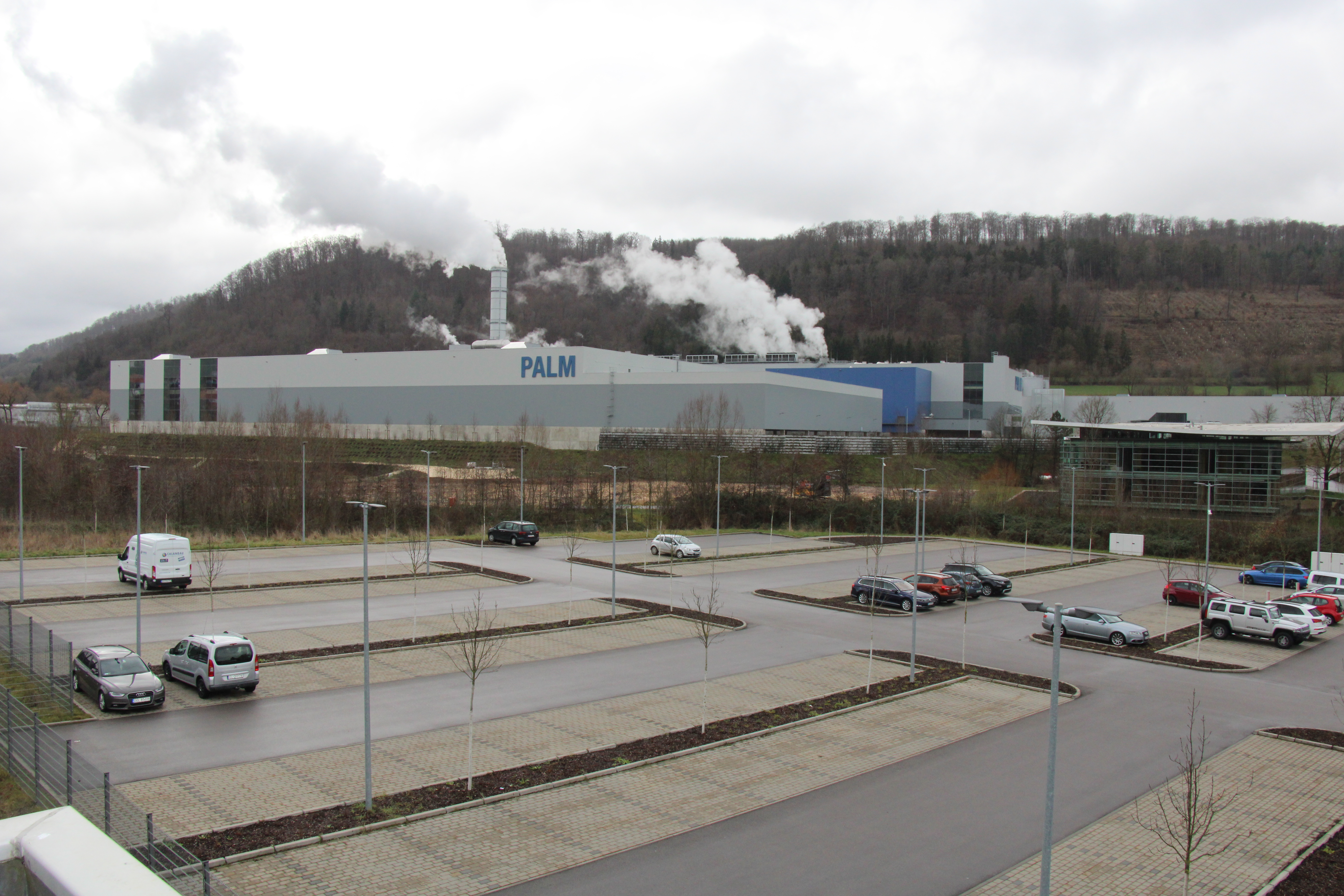
Papierfabriek Palm, Unterkochen
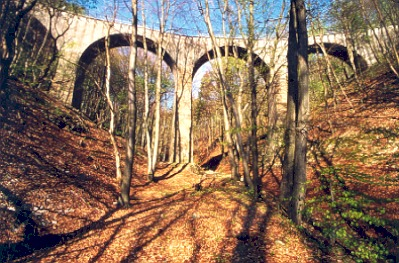
Voormalig spoorviaduct